# كروتون جامايكي
كروتون جامايكي (الاسم العلمي:Croton jamaicensis) هو نوع من النباتات يتبع جنس الكروتون من الفصيلة الفربيونية.